# Gotebald
Gotebald var den förste biskopen i Skåne. 
Gotebald inkallades, enligt Adam av Bremen, som biskop under Sven Tveskäggs regeringstid (985–1014), och kom liksom många danska präster under dennes och efterträdaren Knut den stores tid från England. Detta var ett faktum som retade företrädarna för det tyska ärkestiftet Hamburg-Bremen, vilka gjorde anspråk på formell överhöghet över de nykristnade områdena i Skandinavien.
Det framgår inte av de skriftliga källorna var i Skåne Gotebald hade sitt säte. Den så kallade Roskildekrönikan uppger dock att Sven Tveskägg vid denna tid även "lät bygga en kyrka i Skåne", och på arkeologiska grunder anser man numera att detta bör avse den runt år 990 uppförda äldsta Trinitatiskyrkan (senare även kallad Drottens kyrka) i Lund. Denna bör i så fall ha utgjort Gotebalds biskopskyrka.
Gotebald efterträddes av den av Knut den store inkallade Bernhard, även han inkallad från England.